# Winifred Asprey
Winifred Alice Asprey, nota anche con lo pseudonimo di Tim (Sioux City, 8 aprile 1917 – Poughkeepsie, 19 ottobre 2017), è stata una matematica e informatica statunitense.
Fu la sola delle circa 200 donne a ottenere un dottorato di ricerca in matematica dalle università americane durante gli anni quaranta, un periodo in cui le donne non avevano molte rappresentanti nel campo matematico a questi livelli. È stata coinvolta nello sviluppo dei contatti tra il Vassar College e IBM che ha portato alla creazione del primo laboratorio di informatica a Vassar.

## Biografia

### Famiglia
Asprey nacque a Sioux City in Iowa. I suoi genitori erano Gladys Brown Asprey, classe 1905 al Vassar College, e Peter Asprey Jr. Aveva due fratelli: Larned B. Asprey (1919 – 2005) chimico del fluoro e degli attinoidi, firmatario della petizione di Szilárd; Robert B. Asprey (1923–2009) storico militare e scrittore che dedicò diversi suoi libri a sua sorella Winifred.

### Istruzione e lavoro
Asprey ha frequentato il Vassar College a Poughkeepsie, nello Stato di New York, dove ha conseguito la laurea nel 1938. Asprey da studente conobbe Grace Hopper, la "First Lady della programmazione informatica", che all'epoca insegnava matematica. Dopo la laurea, Asprey ha insegnato in diverse scuole private di New York e Chicago prima di conseguire la laurea e il dottorato di ricerca presso l'Università dell'Iowa nel 1942 e nel 1945. Il suo tutor di dottorato era il topologo Edward Wilson Chittenden.
Asprey tornò al Vassar College da professore, dopo che Grace Hopper si era trasferita a Filadelfia per lavorare al progetto UNIVAC (Universal Automatic Computer) . Asprey si interessò all'informatica e consultò Hopper per conoscere le basi dell'architettura informatica . Asprey credeva che i computer sarebbero stati una parte essenziale dell'educazione alle arti liberali.
Al Vassar College, Asprey ha insegnato matematica e informatica per 38 anni ed è stata preside del dipartimento di matematica dal 1957 fino al 1982, anno del suo pensionamento. Ha fondato il primo dipartimento di informatica al Vassar College dove ha tenuto il primo corso nel 1963 e ha ottenuto fondi per il primo computer del college, rendendo Vassar il secondo college della nazione ad acquisire un computer IBM System/360 nel 1967. Asprey era in contatto con ricercatori dell'IBM e di altri centri di ricerca e ha insistito molto per l'insegnamento dell'informatica al Vassar College. Nel 1989, grazie al suo contributo, il centro di informatico da lei fondato è stato ribattezzato Asprey Advanced Computation Laboratory.